# Arseen(III)jodide
Arseen(III)jodide is een anorganische verbinding met de formule {\displaystyle {\ce {AsI3}}} Het is een oranje tot donkerrode vaste stof die makkelijk sublimeert. Het molecuul heeft een driezijdige piramidevorm. De stof is een makkelijke bron van arseen in de synthese van organoarseenverbindingen. 

## Synthese
De stof wordt bereid in een reactie van arseen(III)chloride met kaliumjodide:
{\displaystyle {\ce {AsCl3\ +\ 3KI\ ->\ AsI3\ +\ 3KCl}}}

## Reacties
In water hydrolyseert de stof langzaam onder vorming van arseen(III)oxide en waterstofjodide. Als intermediair wordt arsenigzuur gevormd, wat in evenwicht is met het waterstofjodide. De waterige oplossing is sterk zuur, een oplossing met een concentratie van 0,1 mol/L heeft een pH van 1,1.
Als de stof in de lucht wordt verwarmd tot 200 °C ontleed hij tot arseen(III)oxide, elementair arseen en jood. De reactie begint al bij 100 °C met het vrijkomen van jood.

## Vroegere toepassingen
Onder de naam Liam Donnely's-solution is het ooit aanbevolen geweest als behandeling van reuma, artritis, malaria, trypanosomen-infecties, tuberculose en diabetes.